# Саудовско-танзанийские отношения
Саудовско-танзанийские отношения — двусторонние дипломатические отношения между Саудовской Аравией и Танзанией. Государства являются членами Всемирной торговой организации и Организации Объединённых Наций.

## Торговля
Разрыв торгового баланса между государствами очень велик и в значительной степени сложился в пользу Саудовской Аравии. В 2013 году Саудовская Аравия экспортировала в Танзанию товаров на сумму 220 миллионов долларов США, в основном продуктов нефтепереработки и полимеров, а Танзания экспортировала товаров в Саудовскую Аравию всего на сумму 20,7 миллиона долларов США. В основном экспорт Танзании в Саудовскую Аравию представляет собой недорогую сельскохозяйственную продукцию, такую как овощи, рыба и табак.

## Охрана окружающей среды
В 2014 году после визитов высокопоставленных чиновников Саудовской Аравии в Танзанию была достигнута договоренность совместно работать над обсуждением вопросов биоразнообразия и защиты дикой природы. В 2014 году студенты из Саудовской Аравии посетили различные национальные парки Танзании, чтобы получить практический опыт в области охраны дикой природы. Саудовская Аравия расширяет это сотрудничество с Танзанией, чтобы избавиться от зависимости от нефти и туризма как источника национального дохода.

## Дипломатические представительства
- Саудовская Аравия имеет посольство в Дар-эс-Саламе[3].
- Танзания содержит посольство в Эр-Рияде[4].